# Восстание Симпурэн
Восстание Симпурэн (яп. 神風連の乱, しんぷうれんのらん симпу:рэн но ран, 24 — 25 октября 1876 года) — антиправительственное восстание нетитулованного привилегированного сословия (сидзоку) в Японии под руководством Отагуро Томоо, которое состоялось в 1876 году на западе острова Кюсю в Кумамото. Закончилось победой правительственных сил.

## История
Организация Симпурэн (яп. 神風連) — «Союз Божественного Ветра», «Союз Камикадзе» — была основана в 1872 году нетитулованным привилегированным сословием Кумамото, последователями монархистского и ксенофобского движения. Вначале организация называлась Партия почитателей божеств (яп. 敬神党 кэйсинто). Её члены были недовольны вестернизацией Японии и планировали антиправительственный мятеж с целью «возвращения к старине».
После издания в марте 1876 года указа о запрете ношения мечей, 24 октября, руководствуясь «божественной волей», Симпурэн решила поднять восстание против центральной власти. На рассвете этого дня 174 сидзоку под предводительством Отагуро Томоо и Каи Харукаты атаковали штаб гарнизона Кумамото, а также жилища руководителей префектуры Кумамото и префектурного совета. Во время нападения восставшим удалось убить командира гарнизона генерала Танэду Масааки и главу префектуры Ясуоку Ёсисукэ. Однако регулярные части гарнизона в составе 13-го пехотного полка и 6-го артиллерийского батальона контратаковали нападавших и убили их лидеров. 86 повстанцев отступили с поля боя и совершили ритуальное самоубийство на горе Кимбо. Остальных арестовала и казнила местная полиция. 25 октября восстание было подавлено.

## В популярной культуре
Трагической судьбе этих «последних самураев» посвящён роман Юкио Мисимы «Несущие кони».